# Internet das coisas
Internet das coisas (em inglês:  Internet of Things, IoT, sendo em português e espanhol IdC o acrónimo equivalente) é um conceito que se refere à interconexão digital de objetos cotidianos com a internet, conexão dos objetos mais do que das pessoas.
Em outras palavras, a internet das coisas nada mais é que uma rede de objetos físicos (veículos, prédios e outros dotados de tecnologia embarcada, sensores e conexão com a rede) capaz de reunir e de transmitir dados. É uma extensão da internet atual que possibilita que objetos do dia-a-dia, quaisquer que sejam mas que tenham capacidade computacional e de comunicação, se conectem à Internet. A conexão com a rede mundial de computadores possibilita, em primeiro lugar, controlar remotamente os objetos e, em segundo lugar, que os próprios objetos sejam usados como provedores de serviços. Essas novas capacidades dos objetos comuns abrem caminho a inúmeras possibilidades, tanto no âmbito acadêmico, comercial quanto no industrial, unindo-se a equipamentos eletrônicos e eletromecânicos de automação industrial. Todavia, tais possibilidades acarretam riscos e implicam grandes desafios técnicos e sociais.
Se os objetos do cotidiano tivessem incorporadas etiquetas RFID ("etiquetas inteligentes"), poderiam ser identificados e controlados por outros equipamentos e não por seres humanos. Se, por exemplo, certos objetos entre outras coisas como livros, termostatos, refrigeradores, lâmpadas, remédios, autopeças, fossem equipados com dispositivos de identificação e conectados à Internet, não haveria a possibilidade de faltarem produtos como alguns remédios, pois saberíamos exatamente onde os encontrar e quantos estariam disponíveis. A ocasional falta deles passaria a ser coisa do passado. Saberíamos também, a qualquer momento, qual é a lâmpada que acende e qual é a que está fundida.
O conceito 'Internet das coisas' foi proposto em 1999, por Kevin Ashton, no  Laboratório de Auto-ID do MIT, onde se realizavam pesquisas no campo da identificação por radiofrequência em rede (RFID) e  tecnologias de sensores. Depois disso, já na segunda década do século XXI, a expressão 'Internet das coisas' designa a conexão avançada de dispositivos, de sistemas e de serviços. Ultrapassa o conceito  tradicional M2M do máquina a máquina e abarca uma ampla variedade de protocolos, domínios e aplicações.
A 'Internet das coisas' deverá codificar, segundo se presume, cerca de 50 a 100 bilhões de objetos e seguir o seu movimento. Estima-se que cada ser humano esteja rodeado por 1 000 a 5 000 objetos, em média. Segundo a empresa de consultoria Gartner, em 2020, haverá, no mundo, aproximadamente 26 bilhões de dispositivos com um sistema de conexão à internet das coisas. Já a consultoria Abi Research prevê que, no mesmo ano, existirão 30 bilhões de dispositivos sem fio conectados à Internet. Com a próxima geração de aplicações da internet (protocolo IPv6), prevê-se que seja possível identificar instantaneamente, por meio de um código, todo e qualquer tipo de objeto — algo que não se pode fazer com IPv4.
A empresa estadounidense Cisco, que está na origem da iniciativa da internet das coisas, criou um "contador de conexões" dinâmico que permite estimar o número de "coisas" conectadas, desde julho de 2013 até 2020.
A conexão de dispositivos à rede através de sinais de rádio de baixa potência é o campo de estudo mais ativo na internet das coisas. A principal razão disso é que os  sinais desse tipo não precisam de Wi-Fi nem Bluetooth. Entretanto, diferentes alternativas, as chamadas  Chirp Networks, que requerem menos energia e são mais baratas, também têm sido investigadas.

## História
A Internet das coisas surgiu em consequência dos avanços de várias áreas - como sistemas embarcados, microeletrônica, comunicação e sensoriamento. De fato, a IoT tem recebido bastante atenção tanto da academia quanto da indústria, devido ao seu potencial de uso nas mais diversas áreas das atividades humanas.
O conceito é, em certa medida, fruto do trabalho desenvolvido pelo Laboratório de Auto-ID  do Instituto de Tecnologia de Massachusetts (MIT), sobre o uso da identificação por radiofrequência (RFID) e da rede de sensores sem fio (RSSF). O objetivo do trabalho era, desde o início, criar um sistema global de registro de bens usando um sistema de numeração único, o código eletrônico de produto.
A Internet das Coisas (IoT) é um termo criado em setembro de 1999 por Kevin Ashton, um pioneiro tecnológico britânico que concebeu um sistema de sensores omnipresentes conectando o mundo físico à Internet, enquanto trabalhava em identificação por radiofrequência (RFID). Embora a Internet, as "coisas" (things) e a conectividade entre elas sejam os três principais componentes da Internet, o valor acrescentado está no preenchimento das lacunas entre os mundos físico e digital em sistemas.
O primeiro dispositivo IoT foi desenvolvido por Simon Hackett e John Romkey, após um desafio lançado por Dan Lynch, então presidente da INTEROP (feira anual de tecnologia da informação organizada  pela empresa britânica UBM) : se eles conseguissem desenvolver uma torradeira que pudesse ser ligada através da Internet, o aparelho seria colocado em exposição durante a INTEROP 1990. Motivados pelo desafio, Hackett e Romkey desenvolveram uma torradeira conectada a um computador com rede TCP/IP que acabou sendo o grande sucesso do evento. No entanto ainda faltava desenvolver um dispositivo que colocasse o pão na torradeira. Essa dificuldade foi superada um ano depois, acrescentando   um pequeno guindaste robótico ao protótipo. Esse guindaste, controlado pela Internet, pegava na fatia de pão, que metia dentro da  torradeira, tornando o sistema totalmente automático.

## A relação da IoT com os protocolos de IP
O IPv4 (Internet Protocol version 4) lida com endereços de protocolos de 32 bits, torna assim possível a ligação a cerca de 4,29 bilhões de IPs de todo o mundo. Com a introdução do conceito IoT, cada vez mais novos dispositivos se conectam à internet, precisando apenas de um IP para si. Cresce exponencialmente, conforme aumenta o número de dispositivos. Estão previstos para 2020 20 bilhões de dispositivos conectados à rede, enquanto o número de IPs do IPv4 se esgota, sendo preciso avançar para o IPv6, que fornece um maior número de endereços, permitindo que mais dispositivos possam ficar interligados.

## A resistência à implementação do IoT
A adoção de IoT é considerada inevitável por especialistas. Kazuhiro Ikebe, diretor presidente da Hitachi na América do Sul, chama a atenção para tal urgência. “A sociedade já se encontra inteiramente conectada pela internet. Mesmo sem querermos, vivemos já na era do IoT.” 
Em consequência disso impõe-se a necessidade de avaliar e de preparar qualquer empresário, qualquer instituição, para esta nova tecnologia. Assinalamos por exemplo a necessidade de não só armazenar dados mas também de os processar. Embora haja a necessidade de análise da questão humana na implementação do IoT, isso será apenas parte do problema. No Brasil, há uma defasagem entre os pontos de acesso à internet, se compararmos as regiões de maior PIB com as de menor PIB, o que acarreta complicações para o desenvolvimento da área, já que esta é dependente da rede.

## IoT na economia mundial
Pessoas que estão atentas  à dinâmica de mercado da IoT conseguem perceber como esta se relacionada com dispositivos destinados a converter  empresas em novos agentes de comércio digital, mediante a criação de novos modelos. Constatamos haver resistência por parte de muitos agentes empresarais e institucionais ao surto da tecnologia, principalmente porque, parafraseando Nicholas G. Carr, "It doesn't matter". Este setor não é encarado como um investimento essencial para aqueles que buscam apenas receitas lucrativas, sem compreender que ao investir em tecnologia da informação (TI), vários procedimentos internos seriam facilitados.
Ao acarretar inovações antes atribuidas apenas ao virtual, a IoT não é diferente dele. É apenas objeto de certa resistência principalmente por quem não tem um setor de tecnologia da informação TI bem definido, como inúmeras pequenas ou grandes empresas.

## Funcionamento
Qualquer aparelho eletrônico poderá obter identificação por radiofrequência (RFID), que será guardada em banco de dados, viabilizando o IOT.
Em primeiro lugar, para ligar os objetos e aparelhos do cotidiano a grandes bases de dados e as redes à rede das redes, à Internet, é necessário um sistema eficiente de identificação. Só desta forma se torna possível interligar e arquivar os dados próprios de cada coisa. A identificação por radiofrequência conhecida como RFID é um exemplo da tecnologia que oferece esta funcionalidade, mas não é a única (ver NFC e Bluetooth). Em segundo lugar, a base de dados beneficiará da capacidade de detectar mudanças na qualidade física das coisas, recorrendo a métodos sensoriais. A inteligência inerente a cada objeto aumentará a capacidade de a rede devolver a informação processada para diferentes pontos. Finalmente, os avanços alcançados pela miniaturização e pela nanotecnologia implicam que cada vez mais objetos pequenos terão a capacidade de interagir e de se conectar. A combinação desses desenvolvimentos implementará a Internet das coisas, que interliga objetos reais de um modo sensorial e inteligente.
Assim, com os benefícios da informação integrada, os produtos industriais e os objetos de uso diário poderão vir a ter identidades eletrônicas ou ser equipados com sensores que detectam mudanças físicas à sua volta. Até mesmo partículas de pó poderão ser etiquetadas e colocadas na rede. Estas mudanças transformarão objetos estáticos em coisas novas e dinâmicas, induzindo inteligência no meio e estimulando a criação de produtos inovadores e de novos serviços.

### RFID
A tecnologia RFID, que usa frequências de rádio para identificar os produtos, é vista assim como dinamizadora da Internet das coisas. Embora por vezes identificados como sucessores dos códigos de barras, os sistemas RFID oferecem, além da identificação de objetos,  informações importantes sobre o seu estado e localização.
Estes sistemas foram primeiramente usados na saúde e, na indústria farmacêutica, por grandes armazéns. As mais recentes aplicações vão dos esportes (pt desportos) e atividades de lazer à segurança pessoal. Etiquetas (Tags) da RFID estão sendo implantadas debaixo da pele humana para fins médicos, em passaportes ou cartas de condução. Leitores RFID estão também a ser incluídos em telemóveis. Pode ainda a RFID detectar mudanças no estado físico das coisas, detetar e arquivar mudanças no meio ambiente. Sensores usados numa peça de vestuário inteligente podem detetar mudanças de temperatura no exterior e ajustar-se a elas. Perspectiva-se um futuro em que poderemos usar roupas inteligentes, que se adaptam às características da temperatura ambiente. A informação proveniente de um sensor irá indicar-nos qual a manutenção que o nosso carro necessita. Poderemos, nos óculos de sol que usamos, receber uma chamada de vídeo. Poderemos ser advertidos em qualquer lugar sobre os cuidados médicos de que precisamos, graças a diagnósticos eficientes e rápidos.
Hoje o RFID é importante no controle de items dinâmicos controlados por satélite, como por exemplo veículos circulando numm aeroporto, orientando-os ou restrigindo-os a determinadas áreas.
O chip do RFID tem um número de série pré-gravado em fábrica e uma área de memória para ser preenchida com as informações que sejam importantes para o rastreamento ou controle do bem produzido. Todos estes dados constituem informações passivas que deverão ser recebidas por um aparelho que as lê e as entende.
Em suma, precisaremos cada vez mais de aparelhos inteligentes com processadores capazes de ler e de interpretar os dados contidos no RFID pertencente a quem quer que seja e em qualquer lugar, seja ele público, residência, escritório ou loja.

### MQTT
MQTT é um protocolo tipo padrão de facto da indústria, largamente utilizado nas aplicações Internet das coisas. MQTT foi inventado pelo Dr Andy Stanford-Clark da IBM, Arlen Nipper da Arcom (agora Eurotech), em 1999.  Um sistema  MQTT consiste de clientes comunicando com um servidor chamado de "broker". Um cliente pode tanto publicar como subscrever informações. Cada cliente pode conectar-se com o broker.
A informação é organizada em uma hierarquia de tópicos. Quando um publicador tem novos dados para distribuir, ele envia uma mensagem de controle com o dado para o broker a que está conectado. O broker por sua vez distribui a informação para quaisquer clientes que subscrevam aquele tópico.  O publicador não precisa ter nenhum dado de número de localizações ou subscritores, e subscritores por sua vez não precisam ter nenhuma informação acerca dos publicadores.
Esse protocolo leve e robusto é a solução ideal e atualmente mais popular nas aplicações de conectividade de equipamentos e sensores na Internet das Coisas.

## Casa inteligente e IoT
A "casa inteligente" (ou lar inteligente, smart home em inglês) é um lugar equipado com aparelhos eletrônicos ligados a uma rede, Wifi ou Bluetooth por exemplo, constituído por um sistema integrado que nos permite controlar múltiplas coisas, como a iluminação, a temperatura, os eletrodomésticos, a torradeira para o horário mais conveniente, para o pequeno almoço ou para o lanche,  para fazermos um cafezinho quando regressamos a casa. A casa inteligente permite inúmeras possibilidades de integração com sistemas e aparelhos disponíveis no mercado, além de todas as outras em desenvolvimento. A Internet das Coisas (IoT) tem como objetivo interligar com a internet as nossas ferramentas mais recorrentes para reunir informações em tempo real e auxiliar as pessoas no seu dia-a-dia.
O conceito "Internet das Coisas" (IoT) é utilizado para indicar os dispositivos que em grande parte não têm ligação à Internet e que, a partir do trabalho de programadores, desenvolvedores e pessoas da área de tecnologia, tornarão possível empreender novas ações sem a intervenção humana. Por isso, dispositivos um computador ou um smartphone, por exemplo, não caberão no conceito IoT, visto serem feitos para a utilização online, ao contrário de micro-ondas, relógios despertadores, máquinas de café, aspiradores, geladeiras e muitos outros aparelhos.
Conceito de Cidade Inteligente é algo que se tornara-se realidade num futuro próximo, indo muito para além da hoje pioneira Internet das Coisas caseiras ou institucionais.  A internet poderá então invadir ruas e avenidas, tornando inteligentes cidades inteiras, facilitando a vida de muitas pessoas, além de ser uma forma de melhorar bastante a acessibilidade, que hoje é precária em muitos países como o Brasil, em países desenvolvidos ou em vias de desenvolvimento. Em países como a Espanha são entretanto monitorizados planos para ajudar idosos. Além disso, existem já empreendimentos investindo em melhoramentos de pontes e rodovias. No Brasil, uma cidade inteligente está sendo construída na região Nordeste. São Gonçalo do Amarante (CE) contará com iluminação inteligente e com mobilidade otimizada por sensores, com praças apetrechadas com equipamentos geradores de energia quando utilizados. São planos que se projetam no futuro e que certamente beneficiarão a população com tais avanços.

## Arduino e a Internet das coisas
Criado em 2005, o Arduino é uma plataforma open-source baseada em hardwares e softwares fáceis de usar. É destinada a quem se interessa em criar objetos ou ambientes interativos. O Arduino consegue apurar qual é o estado do ambiente circundante mediante a receção de sinais de sensores e controlar luzes, motores e outros dispositivos. Pode também interagir com objetos do cotidiano ou com atividades rotineiras de cada um de nós, assim como abrir uma porta com um simples toque na tela de um celular. Pode até  mesmo permitir o comando de um chuveiro, com a opção entre água fria ou quente.

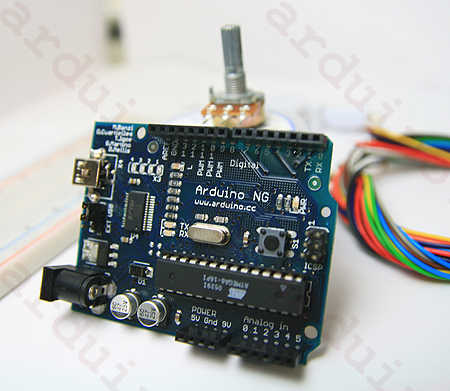
Placa controladora (Arduino)

Anteriormente eramos forçados a começar de zero na criação de um projeto.  Para pormos em prática uma simples ideia, era-nos também exigido  não só um determinado conhecimento de eletrônica mas também uma certa perícia no seu manuseamento, quer se tratasse de sistemas robóticos ou de certos tipos de controladores. Hoje em dia tal coisa não acontece. Qualquer pessoa interessada na utilização da plataforma consegue facilmente ter acesso a todo o tipo de material de ajuda, podendo mesmo o criador recorrer na internet a aulas de vídeo ou a simples explicações.
Eis os avanços:
- Um microcontrolador, que é basicamente o cérebro, o chip que controla toda a interface da placa;
- Pinos de alimentação, responsáveis pelos valores de tensão necessários para energizar os componentes de determinado projeto;
- Botão de reset, que reinicia a placa;
- Led interno, que conecta ao pino digital 13;
- Led de alimentação, que indica se a placa está energizada ou não;
- Conector de alimentação, que recebe a energia de alimentação externa;
- Conector USB, que conecta a placa ao computador (responsável pela comunicação Arduino x Computador);
- Pinos para entrada e saída, responsáveis pela comunicação do Arduino com o meio externo (Interação).

A plataforma Arduino fornece um ambiente com diversas aplicações onde, você consegue criar seu próprio projeto mesmo sem ter muito conhecimento de eletrônica e programação.

## Privacidade e segurança
Um marcapasso que envia informações clínicas para um médico. Uma grande fábrica que usa máquinas inteligentes na linha de produção. Televisores, computadores e smartphones conectados dentro de casa. Todos esses dispositivos IoT, por serem inteligentes, possuem um endereço IP.
Privacidade e segurança surgem como dois temas importantes manipulados pelos monopólios do ramo que estão ligados a coisas inteligentes. Para termos uma  ideia do que se passa, a empresa de consultoria Gartner estima que mais de 20 bilhões de dispositivos IoT estarão conectados à internet até finais de 2020. Já segundo a empresa de segurança virtual Kaspersky Lab existem pelo menos 7 mil amostras de malwares em dispositivos IoT. Em setembro de 2016, o site Tecmundo noticiou o maior ataque de DDOS já registrado, utilizando dispositivos da internet das coisas, roteadores e câmaras de segurança.
Uma grande questão surge: como serão usadas as informações coletadas sem o conhecimento do cidadão? por quem poderão ser usadas e com que finalidade?
Muito se discute hoje o problema de uma internet sem qualquer legislação que regule o seu uso, dado que a velocidade do avanço tecnológico é muito maior do que a disseminação de seu uso, e em particular do seu mau uso. Será que  as leis apenas surgirão depois de consumado o desastre? Infelizmente, parece-nos que nada pode ser feito para mudar tal cenário, cabendo então aos usuários serem bastante comedidos quanto à introdução destas tecnologias no seio de seus lares ou no local do seu trabalho.
A grande preocupação que acompanha as maravilhosas oportunidades que a IoT oferece será proteger os consumidores na sua vulnerabilidade. Verificamos entretanto que aparelhos vendidos em regime business-to-business, de máquina-a-máquina, tem evoluído e implementado características de segurança nativa. Mas no que toca o  mercado, em que a pessoa está em causa, o problema continua a ser bastante descurado pelos  construtores de tais dispositivos e pela indústria em geral.
Falhas de segurança em qualquer dispositivo vestível, podem direcionar a venda de suplementos alimentares para, por exemplo, esportistas (pt: desportistas) de final de semana, contornado qualquer parecer médico. Coisa corrente, o uso do Facebook, Twitter, ou Google expõe os seus utilizadores permitindo delinear um perfil seu e listar e-mails, servindo isso para induzir consumos em alta escala. Num cenário de cibercrime tal estratagema será considerado um dolo pequeno. Mas aceder a câmaras de segurança de instituições, empresas ou residências para espiar, isso será algo com muito maior grau ofensivo e um procedimento muito mais doloso.
Portanto, quanto aos riscos, será lógico constatarmos que a Internet das coisas apresenta uma variedade de potenciais problemas que podem prejudicar os consumidores por estes motivos:
1. Permitir o acesso não autorizado e o uso indevido de informações pessoais;
2. Facilitar ataques em outros sistemas, escalonando privilégios, tais como em sistemas com Single Sign ON;
3. Criação de riscos para pessoal segurança de infraestrutura de cidades.

Constatamos assim que a violação de privacidade neste caso destina-se a induzir nas pessoas efeitos que se tornarão viciantes por força do hábito, podendo afetar a sua condição física a longo prazo, o que denota um propósito de considerável violência que pode ser visto como forma de opressão.
Abian Laginestra entende que deveriam existir, clara e objetivamente, por intermédio de agentes sociais ou de entidades organizadas, certos princípios de atuação na coleta de dados em IoT:
- Aviso da escolha, do mecanismo de acesso e da precisão da informação recolhida;[53]
- Uma política efetiva de minimização dos dados coletados;[53]
- Prestação de contas das medidas e falhas de segurança nos dispositivos.[53]

## Internet das coisas e a Quarta Revolução Industrial
Durante a quarta revolução industrial, o mundo entrou em um estágio de transformação digital, caracterizado pela adoção generalizada de várias tecnologias que permitem otimização e controle avançado das operações e processos industriais. Entre essas tecnologias emergentes, o IoT se destacou como essencial para empresas buscarem melhores desempenhos através da gestão de ativos, proporcionando maior segurança aos trabalhadores e ao meio ambiente.
Uma revolução econômica está em andamento, liderada pela IoT. O advento da quinta e sexta geração da internet promete transformar economias globais, exigindo infraestrutura avançada e um forte impulso político.
Setores como saúde, manufatura e agricultura estão rapidamente adotando IoT, assim como os lares comuns. A pandemia de COVID-19 acelerou a adoção de IoT no ambiente de trabalho, enquanto o comércio online evolui para o "smart shopping". Pequenas empresas também estão aderindo à IoT, transformando espaços de trabalho tradicionais em ambientes inteligentes.

## Internet das coisas na Educação
A Internet das Coisas (IoT, do inglês Internet of Things) refere-se à interconexão de objetos físicos à internet, permitindo que coletem, processem e compartilhem dados. Essa tecnologia tem se destacado na educação ao oferecer novas formas de otimizar o aprendizado, melhorar a gestão escolar e personalizar experiências para alunos e professores. A IoT conecta dispositivos e sistemas, criando ambientes educacionais mais dinâmicos e eficientes. Por exemplo, sensores em salas de aula podem monitorar o ambiente em tempo real, enquanto dispositivos interativos ajudam a personalizar a experiência de aprendizado.

### Aplicações na Educação

#### Monitoramento de Presença
Sistemas baseados em RFID (Identificação por Radiofrequência) têm revolucionado o controle de frequência nas escolas. Esses sistemas permitem o registro automático de presença dos alunos, reduzindo o tempo gasto em chamadas e minimizando erros humanos. Além disso, eles podem ser integrados a sistemas maiores para monitorar o deslocamento dos estudantes no campus, melhorando a segurança. Em escolas que adotaram essa tecnologia, os professores relatam maior eficiência administrativa e mais tempo disponível para focar no ensino.

#### Lousas Inteligentes
As lousas interativas conectadas são uma das inovações mais visíveis da IoT na educação. Essas ferramentas permitem que professores exibam conteúdos multimídia, interajam com alunos em tempo real e integrem aplicativos educacionais diretamente no ambiente de aula. Essa interatividade não apenas enriquece a experiência do aprendizado, mas também facilita o ensino colaborativo, incentivando a participação ativa dos alunos.

#### Laboratórios Vivos
Laboratórios vivos são ambientes altamente tecnológicos, onde sensores e dispositivos IoT replicam cenários reais para estudos práticos. Por exemplo, sensores podem coletar dados sobre a fotossíntese em plantas em tempo real, permitindo que os alunos analisem essas informações diretamente durante a aula. Esse tipo de abordagem facilita a compreensão de conceitos teóricos ao torná-los mais tangíveis e práticos.

### Benefícios
A IoT possibilita criar ambientes de aprendizado personalizados, onde cada aluno recebe atenção adaptada às suas necessidades específicas. Dispositivos vestíveis, como pulseiras inteligentes ou sensores de movimento, podem fornecer dados sobre os níveis de atenção e engajamento dos estudantes. Essas informações permitem que professores ajustem suas metodologias, promovendo maior eficácia no ensino e um aprendizado mais focado para os alunos.
Com sensores conectados e sistemas automáticos, as escolas podem monitorar e gerenciar seus recursos de forma mais eficiente. Sensores de energia, por exemplo, podem reduzir desperdícios ao ajustar automaticamente a iluminação e a climatização conforme a ocupação do espaço. Além disso, sistemas de vigilância baseados em IoT melhoram a segurança do campus, permitindo o rastreamento em tempo real de acessos e movimentações.

### Desafios
Embora os benefícios sejam inegáveis, os custos iniciais de implementação da IoT em escolas podem ser proibitivos, especialmente em redes públicas de ensino. Além dos dispositivos em si, há custos associados à manutenção e à atualização contínua das tecnologias. Isso exige parcerias entre governos e empresas privadas para viabilizar a expansão dessa tecnologia.
A coleta de grandes volumes de dados sobre alunos e professores levanta preocupações sobre privacidade e segurança. Sem protocolos rigorosos, as informações podem ser vulneráveis a acessos não autorizados e ciberataques. Por isso, é essencial implementar criptografia de ponta e políticas claras de uso de dados para garantir a proteção das informações sensíveis.
A diversidade de dispositivos e sistemas disponíveis no mercado cria desafios de interoperabilidade. Muitas vezes, produtos de diferentes fabricantes não se comunicam de maneira eficaz, dificultando a integração em um sistema único e coeso. Investir em padronização e compatibilidade é fundamental para superar essa barreira.

### Futuro da IoT na Educação
O futuro da IoT na educação promete inovações ainda mais profundas. Com o avanço de tecnologias como 5G e inteligência artificial, espera-se que dispositivos IoT sejam capazes de oferecer soluções ainda mais integradas e personalizadas. Por exemplo, salas de aula inteligentes podem adaptar automaticamente o ambiente de acordo com as preferências dos alunos, enquanto sistemas baseados em nuvem facilitam a colaboração global entre estudantes e professores. Essas evoluções abrem caminhos para um ensino mais inclusivo, sustentável e alinhado às demandas do século XXI.

## Internet das coisas atrelada à tecnologia 5G
A tecnologia 5G representa a quinta geração de redes móveis, projetada especificamente para comunicação sem fio, proporcionando uma experiência aprimorada nos smartphones com velocidades de download e upload mais rápidas, além de menor latência. Essa inovação não se restringe apenas a dispositivos comuns do dia a dia, como smartphones, mas abrange uma variedade maior de dispositivos, "coisas" e máquinas, todos conectados e interagindo simultaneamente.

### Funcionamento
O 5G opera por meio de estações de antenas, conhecidas como estações de rádio base, que emitem ondas de rádio para estabelecer a comunicação com dispositivos sem fio. Essas conexões são gerenciadas por um servidor, também chamado de núcleo de rede, desempenhando um papel essencial no controle do acesso à internet e na coordenação das interações entre os dispositivos conectados. Essa infraestrutura complexa reflete a capacidade do 5G de suportar uma rede mais eficiente e interconectada, indo além dos dispositivos tradicionais.

### Velocidade
Em comparação com seu predecessor, o 4G, que possui uma velocidade média de 100 Mbps, o 5G destaca-se ao alcançar aproximadamente 10 Gbps, proporcionando uma experiência ainda mais rápida. A latência associada à tecnologia 5G é notavelmente baixa, variando de 1 a 4 milissegundos, em contraste com os 80 milissegundos oferecidos pelo 4G.
Os benefícios do 5G são evidentes em uma ampla gama de aplicações, desde o cotidiano até processos industriais. A automação traz transparência e eficiência energética, impactando diversas áreas e promovendo a padronização de produtos e serviços.

### Benefícios
A interconectividade aprimorada pelo 5G e IoT em tempo real permite uma análise instantânea e identificação rápida de falhas nos equipamentos, resultando em produtividade aprimorada, menores perdas e a prevenção do retrabalho. A capacidade de monitorar e ajustar processos de maneira imediata não apenas aumenta a produção, mas também assegura uma fluidez contínua nos equipamentos, contribuindo assim para um ambiente de trabalho mais eficiente e dinâmico.
Além dos benefícios evidentes na manufatura, a tecnologia 5G desponta como uma inovação crucial para aprimorar significativamente a capacidade de atendimento em hospitais e centros de saúde em operação. A implementação do 5G não apenas potencializa a transmissão de dados, mas também revoluciona os serviços médicos, proporcionando diagnósticos em tempo real com a transmissão de vídeos de alta qualidade.

### 5G e IA (Inteligência Artificial)
Com a ascensão da inteligência artificial (IA) como uma peça fundamental deste século, a colaboração entre 5G e IA amplia ainda mais as possibilidades. A IA desempenha um papel crucial nas análises e na organização eficiente dos dados, eliminando a necessidade de locomoção dos pacientes até os centros médicos. Este avanço tecnológico possibilita a realização de diagnósticos mais abrangentes e precisos, tudo isso no conforto do lar do paciente.
Abrindo espaço para aplicações mais sofisticadas como cirurgias remotas, um exemplo, mas que é uma realidade mundo afora. Um médico especializado nos EUA e um paciente necessitando do seu atendimento no Brasil com extrema urgência, se faz possível com uma baixa latência, um tempo de resposta rápida, pois os movimentos executados em sua sala de conferência e equipamentos se traduz no local do paciente. Assim, a convergência entre o 5G e a IA não apenas eleva a qualidade dos serviços de saúde, mas também promove uma abordagem mais acessível e conveniente para os pacientes, representando um verdadeiro avanço na prestação de cuidados médicos.

### Cenário tecnológico no Brasil
Apesar das conclusões otimistas, há desafios significativos a serem superados tanto globalmente quanto no cenário brasileiro. O Brasil ainda avança lentamente demandando a superação de diversas barreiras para alcançar um progresso mais robusto. Aspectos cruciais incluem a melhoria na qualificação da mão de obra, o avanço das redes de telecomunicações, com destaque para a implementação efetiva da rede móvel 5G, e a modernização e manutenção da infraestrutura nacional. Esses elementos emergem como pontos a serem endereçados para impulsionar o desenvolvimento e a competitividade do país no cenário tecnológico global.

### Ascenção do 5G
A longo prazo, a interação entre IoT (Internet das Coisas) e 5G se tornará ainda mais evidente, considerando o cenário tecnológico em constante evolução com inovações transformadoras. A lacuna reside na comunicação entre os objetos e a rede, e a plena implementação do 5G oferece estabilidade aprimorada e uma capacidade robusta para as gerações futuras. Essa convergência tecnológica promete superar as limitações atuais, ampliando significativamente as possibilidades e a eficiência das comunicações entre dispositivos, preparando o terreno para avanços ainda mais notáveis na interconectividade.
Aprimorar a comunicação entre objetos e a rede é um desafio premente. A plena implementação do 5G surge como uma resposta robusta a essa necessidade, oferecendo não apenas estabilidade, mas uma capacidade exponencialmente maior para as gerações que estão por vir e essa convergência tecnológica não apenas promete superar as limitações existentes, mas também estabelecerá uma base sólida para ampliar de maneira significativa as possibilidades e a eficiência das comunicações entre dispositivos.
À medida que essa revolução tecnológica se desenrola, podemos esperar avanços notáveis na interconectividade. A IoT alimentada pelo 5G não se limitará apenas a melhorar a eficiência operacional, mas abrirá portas para a inovação em setores como saúde, manufatura, transporte e muito mais. A capacidade de trocar dados de maneira rápida e confiável entre uma vasta gama de dispositivos transformará a maneira como vivemos, trabalhamos e interagimos com o mundo ao nosso redor. Estamos diante de uma era empolgante, onde as fronteiras da conectividade estão prestes a ser redefinidas.